# Komariv, raionul Vinnîțea, regiunea Vinnîțea
Komariv (în ucraineană Комарів) este o comună în raionul Vinnîțea, regiunea Vinnița, Ucraina, formată numai din satul de reședință.

## Demografie
Componența lingvistică a satului Komariv
     Ucraineană (98,24%)
     Rusă (1,68%)
     Alte limbi (0,08%)
Conform recensământului din 2001, majoritatea populației satului Komariv era vorbitoare de ucraineană (98,24%), existând în minoritate și vorbitori de rusă (1,68%).